# Luciana (football)
Luciana Maria Dionizio, née le 24 juillet 1987 à Belo Horizonte, communément appelée Luciana, est une footballeuse professionnelle brésilienne qui joue comme gardienne de but pour Ferroviária et l'équipe nationale brésilienne. Elle participe à la Coupe du monde féminine de football en 2015.

## Biographie

### Jeunesse
Luciana est née le 24 juillet 1987 à Belo Horizonte, au Brésil. Enfant, elle commence à jouer au football avec ses frères, mais devient gardienne de but car elle n'aime pas courir. Elle admire le calme et la sérénité affichés par son modèle de footballeur, le gardien de but brésilien Dida.

### Carrière en club
Au début de sa carrière, Luciana joue avec les Corinthians puis avec l'Atlético Mineiro. Elle joue pour Francana de 2007 à 2012, puis rejoint ses rivales locales de Ferroviária avant la saison 2013. En avril 2014, Luciana effectue trois arrêts au cours de la séance de tirs au but lors de la victoire de Ferroviária contre São José lors de la finale de la Copa do Brasil 2014.

### Carrière internationale
Lors de la Coupe du monde féminine U-20 de 2006, Luciana, joueuse de l'Atlético Mineiro, fait partie de l'équipe brésilienne qui termine troisième. Après avoir fait partie de l'équipe senior du Brésil en 2009, Luciana n'est sélectionnée à nouveau qu'en mai 2013, lorsque sa bonne forme avec son club conduit à un rappel pour un match amical en Suède.
Elle fait son retour en décembre 2013 lors de la victoire 2-0 du Brésil contre le Chili au Torneio Internacional de Brasília de Futebol Feminino 2013 (en) . Après avoir obtenu une deuxième chance dans l'équipe nationale, Luciana tient à devenir la gardienne numéro un devant ses rivales expérimentées Bárbara et Andréia Suntaque.
Lors de la Coupe du monde féminine de 2015, Luciana garde ses buts inviolés lors des trois matches, permettant au Brésil de se qualifier aux phases finales sans encaisser de but. Lors du match contre l'Australie, Luciana assume la responsabilité de la défaite du Brésil à la suite du but de Kyah Simon.
Luciana reste au Canada avec la sélection brésilienne pour les Jeux panaméricains de 2015 à Toronto.